# 中区 (蔚山広域市)
中区（チュンく）は、大韓民国蔚山広域市の区。

## 歴史
- 1985年
  - 7月15日 - 慶尚南道蔚山市鶴城洞・伴鴎洞・福山洞・北亭洞・玉橋洞・城南洞・牛亭洞・太和洞・兵営洞・薬泗洞・珍庄洞・孝門洞・楊亭洞・塩浦洞・松亭洞・方漁洞・日山洞・田下洞・南牧洞・朱田洞をもって、中区が設置される。
  - 8月10日 - 方魚津出張所が市直轄の出張所に昇格。
- 1988年1月1日 - 方魚津出張所管轄区域（方漁洞・日山洞・田下洞・南牧洞・朱田洞）が東区として分離。
- 1995年7月15日 
  - 松亭洞・孝門洞・珍庄洞・楊亭洞が北区に編入。
  - 塩浦洞が東区に編入。

## 行政

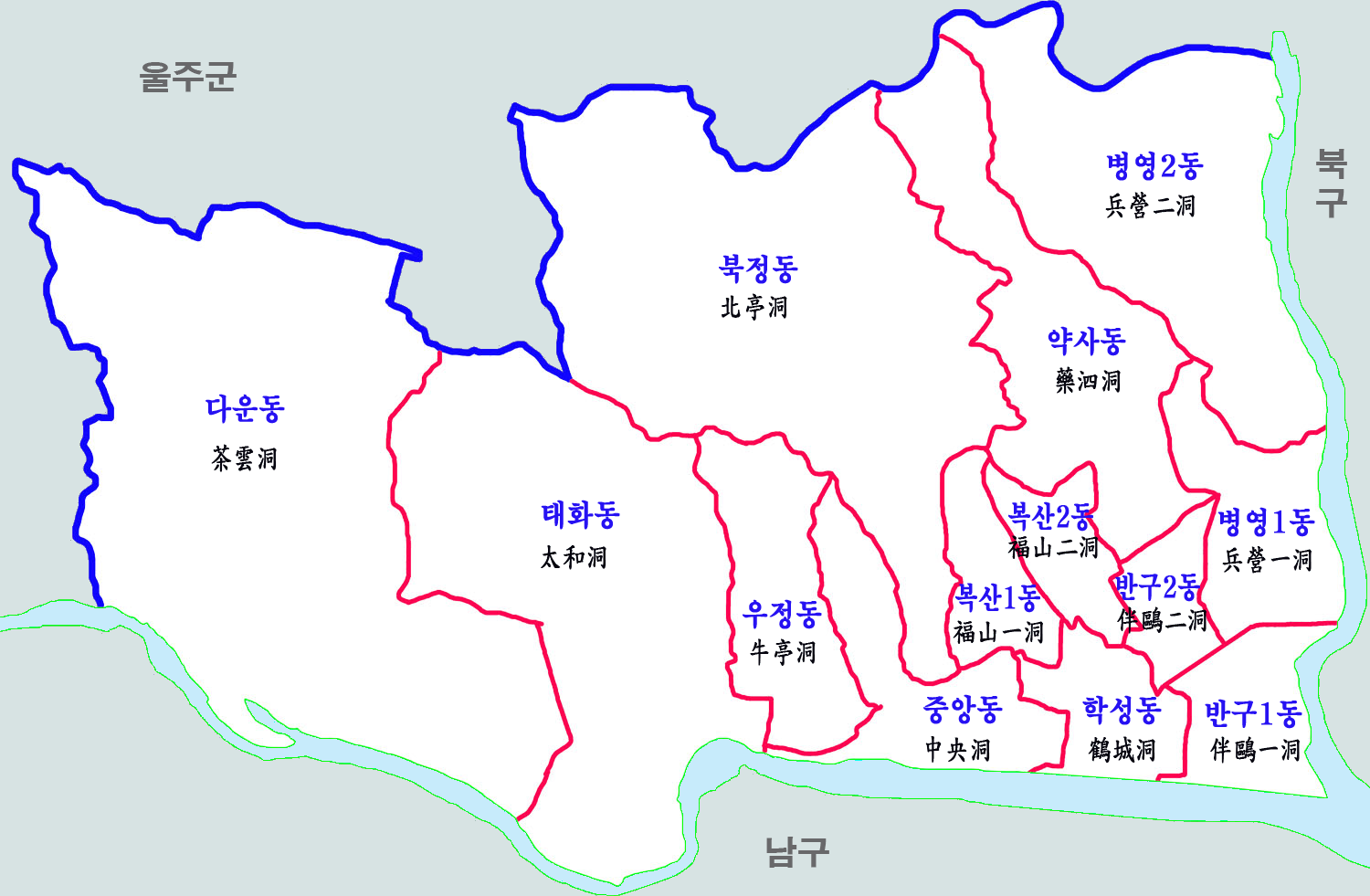
行政区域図

12の行政洞からなる。
| 行政洞  | 法定洞                               |
| ------- | ------------------------------------ |
| 鶴城洞  | 鶴城洞                               |
| 伴鴎1洞 | 伴鴎洞                               |
| 伴鴎2洞 | 伴鴎洞                               |
| 福山洞  | 福山洞                               |
| 中央洞  | 鶴山洞、北亭洞、玉橋洞、城南洞、校洞 |
| 牛亭洞  | 牛亭洞                               |
| 太和洞  | 裕谷洞、太和洞                       |
| 茶雲洞  | 太和洞、茶雲洞                       |
| 兵営1洞 | 南外洞                               |
| 兵営2洞 | 東洞、西洞、長峴洞                   |
| 薬泗洞  | 薬泗洞                               |
| 聖安洞  | 校洞、聖安洞                         |